# Ухов, Константин Сергеевич
Константин Сергеевич Ухов (1889—1966) — советский военно-морской деятель, инженерный работник, автор многочисленных работ по навигации, действительный член Географического общества СССР (1931), доктор технических наук (1957), профессор (1941), инженер-капитан 1-го ранга (1940).

## Биография
Родился в семье полковника по Адмиралтейству Сергея Константиновича Ухова (1858—1913) и его супруги Александры Константиновны, урождённой Кузнецовой.
В 1908 или 1909 году окончил Морской корпус, затем Штурманский офицерский класс в 1915. После плавал в Средиземном море на линкоре «Слава», участвовал в спасении жителей итальянского города Мессина, пострадавших в 1908 году от землетрясения. С 1909 года служил на кораблях Балтийского флота в штурманских должностях. В 1909—1912 годах в должности вахтенного начальника служил на эскадренных миноносцах «Легкий», «Меткий», «Бурный», «Страшный».
Во время Первой мировой войны в должности штурмана дивизиона миноносцев участвовал в боевых действиях на эскадренных миноносцах «Исполнительный» и «Ловкий». 18 апреля 1916 года присвоена квалификация штурманского офицера 1-го разряда и назначен старшим штурманским офицером крейсера «Баян».
В 1917 году в должности старшего штурмана броненосного крейсера «Баян» участвовал в районе Моонзундских островов в сражении против сил германского флота. Участвовал в организации Красной флотилии Астраханского края, затем был начальником охраны Астраханского военного района. С 1918 года флагманский штурман бригады кораблей Волжско-Каспийской военной флотилии.
После Гражданской войны преподавал в Высшем военно-морском гидрографическом училище им. Орджоникидзе. Командир посыльного судна «Кречет». С 1923 года флагманский штурман Морских сил Балтийского флота. В 1928 году окончил Военно-морскую академию и с этого же года возглавил штурманское отделение Главного гидрографического управления ВМФ. В 1930 году возглавил новую для Гидрографического управления флота работу по наблюдению за состоянием штурманского дела в ВМФ. С 1930 по 1932 заместитель начальника Гидрографического управления ВМФ СССР. Преподавал мореходную астрономию в ВВМУ им. Фрунзе в 1938, с этого же года на преподавательской работе в Военно-морском училище, Высших специальных офицерских классах ВМФ, Ленинградском институте точной механики и оптики. С 1938 года преподавал в Гидрографическом институте, ЛВМУ им. Н. А. Щорса, ЛВИМУ имени адмирала С. О. Макарова.
В годы Великой Отечественной войны участвовал в ней. После Победы заведующий кафедрой навигационных приборов ЛИТМО (по совместительству). В 1950 году вышел в отставку, продолжал работу в ЛИТМО, профессор-консультант с 1963 по 1966.

### Звания
- Лейтенант (6 декабря 1912);[2]
- Инженер-флагман 3-го ранга (26 апреля 1940);[3][4]
- Инженер-капитан 1-го ранга (8 июня 1940).[5]

### Награды
- Орден Ленина;
- Орден Красного Знамени (1944[6], 1949[7]);
- Юбилейная медаль «XX лет Рабоче-Крестьянской Красной Армии»;
- Медаль «За победу над Германией в Великой Отечественной войне 1941—1945 гг.».

### Память
Его именем было названо учебно-производственное судно Ленинградского высшего инженерного морского училища им. адмирала С. О. Макарова «Профессор Ухов».

## Публикации
- Ухов К. С. Навигация. Гос. изд-во водного транспорта, 1954. Количество страниц: 448.[8]